# 스피드스케이팅 남자 3000m 대한민국 기록 추이
스피드 스케이팅 대한민국 기록은 대한 빙상 경기 연맹이 공인하고 관리한다.
다음은 남자 3500m 대한민국 기록 추이이다.
| # | 시간        | 차이      | 선수   | 소속   | 날짜         | 대회명                                     | 장소                          | 경기장               | 주석 및 기타           | 동영상 |
|   | 4분 51초 3  | -         | 이익환 | 육군   | 1968. 11     | 관동 선수권 대회                           | 일본                          |                      | [ 1 ]                  |        |
|   | 4분 43초 8  | -         | 박경민 | 경희대 | 1972. 12. 23 | 스피드 스케이팅 공인 기록회                | 대한민국 서울                 | 태릉 국제 스케이트장 | 종전 4분53초 5         |        |
|   | 4분 34초 0  | -         | 이영하 | 경희대 | 1975. 01. 07 | 제5회 회장기 쟁탈 전국 남녀 빙상 경기 대회 | 대한민국 서울                 | 태릉 국제 스케이트장 | 종전 4분35초 5         |        |
|   | 4분 21초 78 | - 12.22초 | 이영하 | 경희대 | 1976. 01. 17 | 세계 주니어 스피드 스케이팅 선수권 대회    | 이탈리아 Madonna di Campiglio | Pista Olimpica       | [ 4 ]                  |        |
|   | 4분 13초 49 | -         | 이영하 | 대우   | 1993. 12. 10 | 인첼 국제 초청 빙상 대회                   | 독일 인첼                     |                      | 14위. 종전 4분 21초 25 |        |

## 같이 보기
- 스피드 스케이팅 남자 3000m 세계 기록 추이
- 스피드 스케이팅 여자 3000m 대한민국 기록 추이
- 스피드 스케이팅 여자 3000m 세계 기록 추이